# Cabinet Vogel III (Rhénanie-Palatinat)
Pour les articles homonymes, voir Cabinet Vogel.
Land de Rhénanie-Palatinat
Vogel II Vogel IV
Le cabinet Vogel III (en allemand : Kabinett Vogel III) était le gouvernement en fonction dans le Land de Rhénanie-Palatinat (Allemagne) du 18 mai 1983 au 23 juin 1987. Dirigé par Bernhard Vogel, il était constitué de la seule Union chrétienne-démocrate d'Allemagne (CDU).

## Composition
| Poste | Ministre           | Ministre                                    | Parti |
| --- | ------------------ | ------------------------------------------- | ----- |
| Ministre-président |                    | Bernhard Vogel                              | CDU   |
| Vice-ministre-président |                    | Otto Meyer jusqu'au (23/05/1985)            | CDU   |
| Vice-ministre-président | Carl-Ludwig Wagner |                                             | CDU   |
| Ministre des Affaires fédérales                                                                                                |                    | Johann Wilhelm Gaddum (jusqu'au 23/05/1985) | CDU   |
| Ministre des Affaires fédérales                                                                                                | Albrecht Martin    |                                             | CDU   |
| Ministre de l'Intérieur et des Sports                                                                                          |                    | Kurt Böckmann                               | CDU   |
| Ministre des Finances |                    | Carl-Ludwig Wagner                          | CDU   |
| Ministre de la Justice |                    | Heribert Bickel                             | CDU   |
| Ministre des Affaires sociales, de la Santé et de l'Environnement Ministre des Affaires sociales et de la Famille (23/05/1985) |                    | Rudi Geil (jusqu'au 23/05/1985)             | CDU   |
| Ministre des Affaires sociales, de la Santé et de l'Environnement Ministre des Affaires sociales et de la Famille (23/05/1985) | Ursula Hansen      |                                             | CDU   |
| Ministre de l'Agriculture, de la Viticulture et des Forêts                                                                     |                    | Otto Meyer (jusqu'au 23/05/1985)            | CDU   |
| Ministre de l'Agriculture, de la Viticulture et des Forêts                                                                     | Dieter Ziegler     |                                             | CDU   |
| Ministre de l'Économie et des Transports                                                                                       |                    | Heinrich Holkenbrink (jusqu'au 23/05/1985)  | CDU   |
| Ministre de l'Économie et des Transports                                                                                       | Rudi Geil          |                                             | CDU   |
| Ministre de l'Éducation |                    | Georg Gölter                                | CDU   |
| Ministre de l'Environnement et de la Santé (23/05/1985)                                                                        |                    | Klaus Töpfer                                | CDU   |